# Vara d'or
La vara d'or (Solidago virgaurea), també coneguda com a herba judaica, herba pagana, vara de Sant Josep, cercavinya o consolda sarrahinesca, és una planta herbàcia de la família de les Asteràcies que brota a la primavera. El nom de Solidago virgaurea ve del llatí; Solidago vol dir sòlid i en concret aquí tindria el significat de solidificar, totalitzar, és a dir recuperar la unitat. Fa referència a la capacitat de recuperació de les ferides com a cicatritzant i vulnerària. Virgaurea fa referència al color daurat de les seves flors.

## Ecologia

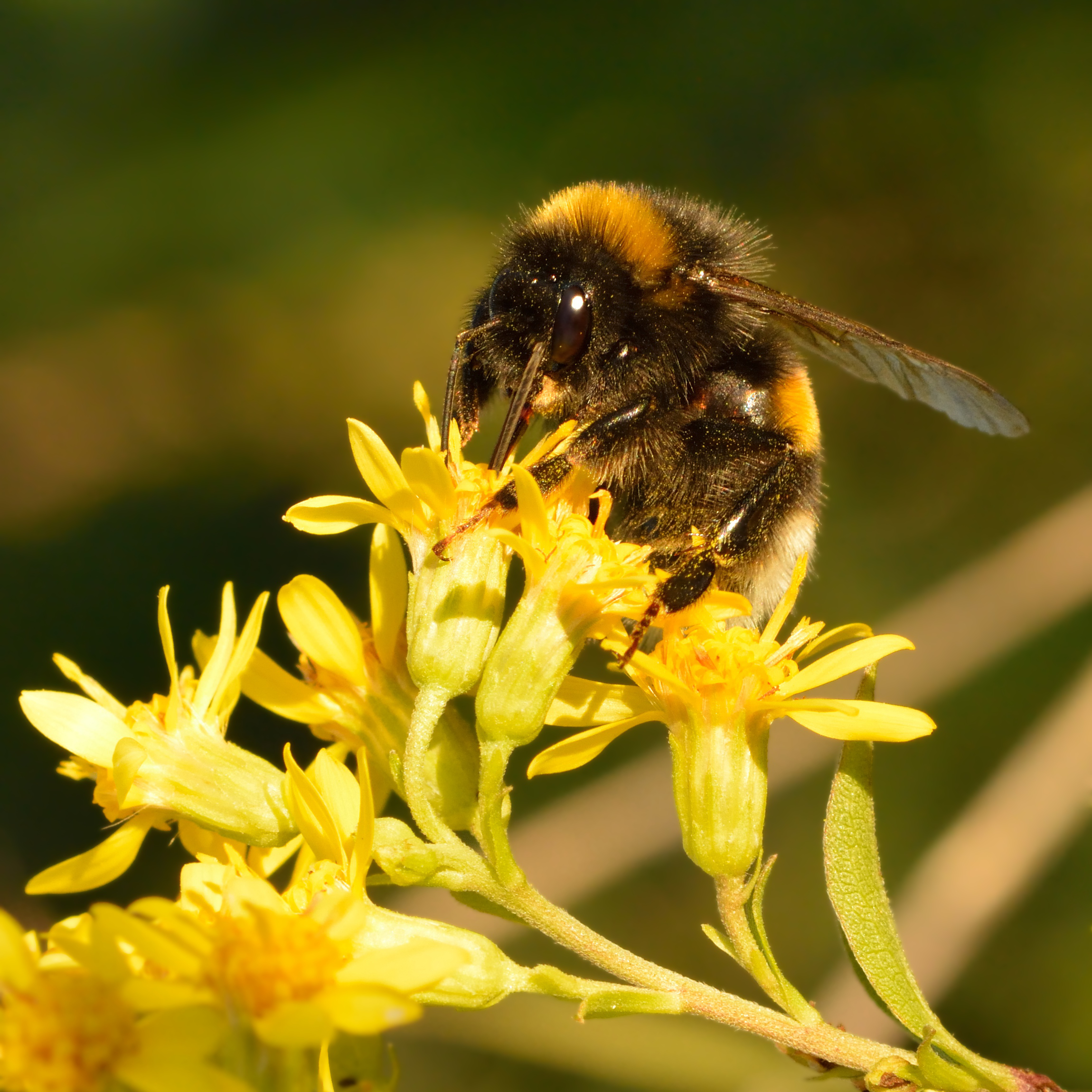

Vara d'or és una planta que creix en llocs silícics, quasi sempre en llocs no calcaris; generalment creix en boscos secs, caducifolis i mixtes, junt a matolls. Es troba preferentment en llocs assolellats i resguardats de vents forts. Els seus límits d'altitud poden ser fins als 3.000 metres, com succeeix excepcionalment a Sierra Nevada.
Pel que fa a la seva distribució mundial la trobem al nord d'Àfrica, Amèrica i Europa (exceptuant Albània, Islàndia i Turquia) d'on és originària. Es distribueix àmpliament per tota la península Ibèrica i dins el principat la podem trobar principalment als Pirineus, Prepirineus i zones pròximes com el Massís del Montseny.

## Descripció

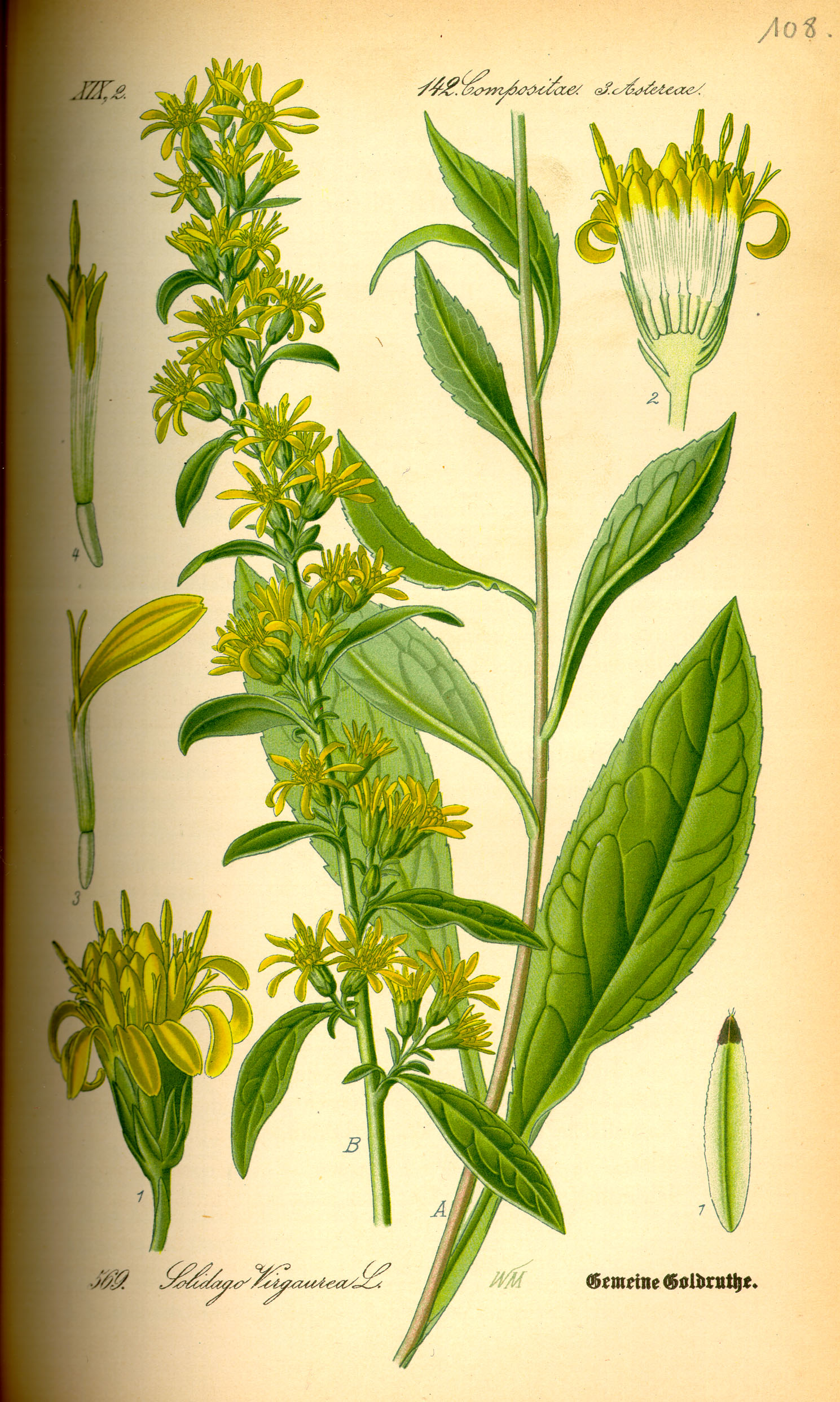
Solidago virgaurea

Es tracta d'una planta vivaç, que desapareix a l'hivern i torna a brotar a la primavera. Floreix del juliol al setembre. Són flors molt oloroses. És una planta herbàcia, vigorosa, erecta, poc ramificada i d'alçada variable. De la seva arrel rizomatosa broten diverses rames dretes i escarpades entre 40 i 80 centímetres d'alçada (i fins a 1 metre). Les tiges són vermelles o violades, ramificades en la seva part apical i cobertes de ramillets de flors grogues, és glabra o pubescent en la seva part superior. Les fulles són de color verd clar i alternes, les inferiors (2-12 cm) són ovades o el·líptiques, estan irregularment serrades, són glabres i estan retretes bruscament a la base, en el pecíol alat; les fulles superiors tenen el pecíol més curt, són el·líptiques o lanceolades i finalment estan serrades o senceres, sèssils les més altes.
És una planta monoica. Els seus capítols són grocs, nombrosos, erectes i petits (mesuren de 5 a 10 mm de longitud i de 10 a 15 mm de diàmetre) i estan disposats en un raïm o una panícula oblonga, de ramificacions ascendents o fastigiades. A la base del capítol es forma un involucre de bràctees lineals amb moltes fibres verdoses i voreres escarificades. Aquest pot mesurar entre 4,5 i 10 mm, és de color verd i de forma cilíndrica. Cada capítol presenta un anell amb 5-12 lígules (4-9 mm de llargada) situades al marge, que són flors unisexuals femenines i amb 10-30 flors tubulars centrals, que són hermafrodites.
Com es tracta d'una asteràcia, les flors grogues ligulades tenen una corol·la unilabiada i els túbuls la tenen tubular. El calze està modificat formant un característic vil·là o corona de pèls. El gineceu és unilocular i està format per dos carpels units en un ovari ínfer. Conté un únic primordi seminal amb un estil i amb dues branques curtes.
L'androceu consta de 5 estams amb les anteres introrses connades en forma de tub. Anteres amb un apèndix curt i apical.
El fruit és un aqueni sublinear marronós, de 3 a 6 mm de llargada, pubescent amb un vil·là blanc de 5-6mm i amb pèls lleugerament ciliats.

## Farmacologia
La part utilitzada és la sumitat florida (tota la planta excepuant l'arrel). La floració és entre juliol i setembre, que és quan es recol·lecta la planta.

### Composició química
- Polifenols:
- Flavonoides (1,5%): kenferol, quercetol, isorramnetol i els seus glucorramnòsids.
- Àcids fenil-carboxílics: clorogènic i els seus isòmers, cafeic i els seus ésters osídics, ésters osídics d'hidroxibenzoats de l'acohol salicílic (leiocarpòsid i virgaureòsid).
- Antocianòsids: cianidí-3-diglucòsid i 3-0-genciobiòsid (miocianina).
- Tanins catèquics.

- Saponòsids (2,4-2,5%): les seves genines són de naturalesa triterpènica: virgaurasa-ponòsids 1 i 2 (bidesmòsids de l'àcid poligalàctic, un oleà hidroxilat en 2'3, 16 i 23).
- Traces d'oli essencial (0,05%): monoterpens (ß-pinè, mircè, llimonè, ß-felandrè), sesquiterpens (acetat de bornil).
- Diterpens lliures i esterificats de grup del cisclerolà.
- Mucílags.
Com a substància de reserva té inulina.

### Accions farmacològiques
- Els flavonoides tenen una acció venotònica i junt amb els saponòcids li donen acció diurètica uricosúrica. Concretament els saponòcits també tenen funció antimicòtica.
- Els olis essencials li donen una acció antisèptica de les vies urinàries i del tracte digestiu. Aquests també li donen una acció diaforètica.
- Els leiocarpòsids tenen propietats antiinflamatòries i analgèsiques locals així com una acció farmacològica antipirètica.
- Els tanins actuen com a astringent (tant per via interna com externa) i antiinflamatoris en ús extern.

### Usos medicinals
- Sistema urinari: es recomana per tractaments d'edemes i nefritis agudes. Prevenció de càlculs renals, cistitis i uretritis. Tractament de fons de reumatismes i gota.
- Flevologia: protectora de capil·lars i tonificant del sistema venós per efecte dels flavonoides.
- Sistema digestiu: és astringent pels seus tanins (diarrees).
- Efectes en la pell: astringent i cicatritzant en llagues i úlceres (aplicat en forma d'infusions). Resolutiu d'èczemes. Útil en les estomatitis i paradontopaties.

### Preparacions
Per ús intern
Tractament d'oligúries, nefritis, cistitis, uretritis, urolitiasi, gota, edemes, obesitat, diarrees, enteritis, ansietat, hipertensió, varius, hemorroides i fragilitat capil·lar.
- infusions: una cullerada de postres per tassa. Tres o més tasses al dia.
- decocció: 20 g/l, bullir 2 minuts, deixar-ho durant 10 minuts. Veure durant tot el dia.
- extracte fluid: 1-2 grams per dia.
- tintura (1:10): 30-60 gotes tres cops al dia.
- càpsules: 300 mil·ligrams de planta dessecada i polvoritzada per càpsula.

Per ús extern
Tractament d'èczemes, ferides i úlceres cutànies.
- macerat: 40 g/l, macerar durant 12 hores. Aplicar en forma de compreses o rentats.

És una planta mancada de toxicitat però el seu contingut en saponòsids en algunes ocasions pot irritar les mucoses. Està contraindicada en hipersensibilitat a la Vara d'or o altres espècies de la família de les compostes. No ha d'utilitzar-se durant l'embaràs o lactància per absència de dades que confirmin la seva seguretat.
S'ha d'utilitzar amb precaució en el tractament d'edemes associats a insuficiència renal o insuficiència cardíaca.
La Vara d'or pot potenciar els efectes dels antihipertensius provocant hipotensió. També pot potenciar els efectes i la toxicitat dels digitàlics degut a la hipopotasèmia que pot generar.
No s'han descrit efectes sobre la capacitat per conduir i utilitzar maquinària. Tampoc s'han decrit reaccions adverses a les dosis terapèutiques recomanades. A altes dosis, en tractaments crònics o en individus especialment sensibles es poden donar reaccions al·lèrgiques, però no és freqüent.

## Observacions

### Subespècies
Té dues subespècies: la minuta i la virgaurea. La primera és la més comuna i la segona té la flor una mica més grossa i es troba només a l'alta muntanya.

### Història
A l'antiguitat va ser una planta pràcticament desconeguda i sembla que el primer que va parlar d'ella va ser Arnau de Vilanova al segle xiii. Ja la va recomanar pel mal de pedra i el dolor de ronyons i més endavant John Gerard (1633) va descriure aquestes propietats amb més extensió. L'any 1592 Hieromymus Bock recull el testimoni de Hieromymus Brunswieg que feia referència a l'ús d'aquesta planta per part dels antics germànics per curar ferides.
Oficialment les autoritats sanitàries recomanen aquesta planta com un bon diurètic útil en la nefritis i la cistitis, i també per al tractament de reumatismes i gota. Per aquest motiu, actualment existeixen en el mercat molts preparats registrats que es dispensen amb certa freqüència. Per citar-ne alguns: uralyt, Adelgazante kneipp, Bioforce te de Solidago,... i diverses presentacions de Santiveri, Soria natural, Artesanía agrícola,...

### Utilització homeopàtica
Els remeis homeopàtics es preparen a partir de flors fresques, i és un específic pel ronyó, les dilucions més usuals són les D1 i D2, de les que s'administren cada dia dos o més cops entre 5 i 10 gotes.

### Curiositats
L'acció antiinflamatòria, analgèsica local i antipirètica dels extractes de Solidago virgaurea són comparables a la del diclofenac, alcohol salicílic i indometacina. A Europa central també s'utilitzen les sumitats florides d'altres solidagos: Solidago gigantea Aiton i Solidago canadensis, originàries de Nord-amèrica. Ambdues espècies també s'utilitzen com diurètics i els saponòsids aïllats d'aquestes drogues presenten una acció hipotensora. Així mateix la fracció polisacarídica manifesta in vitro una acció antitumoral enfront del sarcoma 180.